# Pisa Calcio 2003-2004
Questa pagina raccoglie i dati riguardanti il Pisa Calcio nelle competizioni ufficiali della stagione 2003-2004.

## Stagione
Dopo aver fallito l'assalto alla Serie B solo ai supplementari della finale Play-off nella stagione precedente, il presidente Maurizio Mian conferma in panchina Giovanni Simonelli e lascia praticamente intatta anche la rosa dei giocatori.
L'inizio della stagione non è però all'altezza delle aspettative ed anche a metà campionato la squadra naviga a metà classifica con 20 punti, a metà febbraio così la dirigenza decide di cambiare tecnico, chiamando sulla panchina Antonio Cabrini. Nelle prime settimane sotto la guida di Cabrini i nerazzurri iniziano ad ottenere dei risultati più soddisfacenti e intorno alla metà di aprile l'accesso in zona Play-off sembra a portata di mano, poi però arriva la sconfitta interna (1-2) subita dal Cesena (diretta rivale per l'accesso ai Play-off), un'altra sconfitta la settimana seguente (2-1) al Picco di La Spezia ed un pareggio interno con l'Arezzo (3-3) alla terz'ultima giornata, che tolgono ai pisani le ultime speranze di gloria. Nonostante abbiano la difesa meno battuta del torneo (in tutto il campionato sole 27 reti al passivo, assieme all'Arezzo, poi vincitore del girone) i nerazzurri pagano la poca prolificità dell'attacco, in grado di segnare soli 35 gol in 34 partite, dovendosi accontentare del settimo posto finale con 49 punti. Nella Coppa Italia Ti Cup il Pisa disputa il girone 5 di qualificazione, che ha promosso la Sambenedettese. Poi nella Coppa Italia di Serie C i nerazzurri nei sedicesimi di finale perdono il doppio confronto con il Castelnuovo Garfagnana.

## Rosa
| N. |                   | Ruolo | Calciatore         |
| -- | ----------------- | ----- | ------------------ |
|    | Italia (bandiera) | P     | Francesco Mancini  |
|    | Italia (bandiera) | P     | Paolo Tommei       |
|    | Italia (bandiera) | D     | Emiliano Niccolini |
|    | Italia (bandiera) | D     | Fabio Bonadei      |
|    | Italia (bandiera) | D     | Riccardo Bettini   |
|    | Italia (bandiera) | D     | Ciro Capuano       |
|    | Italia (bandiera) | D     | Alessandro Cagnale |
|    | Italia (bandiera) | D     | Rosario Guarino    |
|    | Italia (bandiera) | D     | Gianluca Sgarra    |
|    | Italia (bandiera) | D     | Massimo Melucci    |
|    | Italia (bandiera) | C     | Giuseppe Anaclerio |
|    | Italia (bandiera) | C     | Michele Cazzarò    |
|    | Italia (bandiera) | C     | Stefano Bono       |

| N. |                   | Ruolo | Calciatore          |
| -- | ----------------- | ----- | ------------------- |
|    | Italia (bandiera) | C     | Jimmy Fialdini      |
|    | Italia (bandiera) | C     | Filippo Furiani     |
|    | Italia (bandiera) | C     | Francesco Zitolo    |
|    | Italia (bandiera) | C     | Antonio Obbedio     |
|    | Italia (bandiera) | C     | Mario Massaro       |
|    | Italia (bandiera) | C     | Daniele Mannini     |
|    | Italia (bandiera) | C     | Filippo Masolini    |
|    | Italia (bandiera) | A     | Alessandro Ambrosi  |
|    | Italia (bandiera) | A     | Mario Bonfiglio     |
|    | Italia (bandiera) | A     | Giacomo Lorenzini   |
|    | Italia (bandiera) | A     | Alessio Frati       |
|    | Italia (bandiera) | A     | Saverio Guariniello |
|    | Italia (bandiera) | A     | Massimo Minetti     |

## Risultati

### Serie C1

#### Girone di andata
| Arbitro: | Liberti (Genova) |

|                                  |           |                            |
| Artistico 61’, 67’ Antonioni 88’ | Marcatori | 7’ Guariniello 16’ Mannini |

| Pisa 7 settembre 2003 2ª giornata | Pisa          | 0 – 0 | SPAL | Stadio Arena Garibaldi\| Arbitro: \| Ciampi (Roma) \| |
| Arbitro:                          | Ciampi (Roma) |       |      |                                                       |

| Arbitro: | Zambon (Padova) |

|                         |           |  |
| Ambrosi 24’ (rig.), 72’ | Marcatori |  |

| Arbitro: | Squillace (Catanzaro) |

|                |           |  |
| Sinigaglia 85’ | Marcatori |  |

| Pisa 28 settembre 2003 5ª giornata | Pisa                | 0 – 0 | Pro Patria | Stadio Arena Garibaldi\| Arbitro: \| Crugliano (Crotone) \| |
| Arbitro:                           | Crugliano (Crotone) |       |            |                                                             |

| Arbitro: | Mariuzzo (Venezia) |

|                                        |           |                         |
| F. Mancini 22’ (aut.) Giandomenico 65’ | Marcatori | 37’ Bonadei 49’ Cagnale |

| Arbitro: | Marelli (Como) |

|                             |           |  |
| Ambrosi 6’, 10’ (rig.), 68’ | Marcatori |  |

| Arbitro: | Celi (Bari) |

|                |           |                          |
| Bordacconi 56’ | Marcatori | 44’ Fialdini 66’ Bettini |

| Arbitro: | Velotto (Grosseto) |

|                                                 |           |                                     |
| Lorenzini 18’ Ambrosi 64’ (rig.) Fialdini 90+6’ | Marcatori | 1’ Carruezzo 25’ Masini 49’ Piovani |

| Arbitro: | Lena (Ciampino) |

|                     |           |  |
| Guidetti 75’ (rig.) | Marcatori |  |

| Arbitro: | Vicinanza (Albenga) |

|  |           |                    |
|  | Marcatori | 67’, 90+6’ Palombo |

| Arbitro: | Crugliano (Crotone) |

|                      |           |                                  |
| Ambrosoni 85’ (rig.) | Marcatori | 54’ Mannini 90+2’ (rig.) Ambrosi |

| Arbitro: | Ciampi (Roma) |

|                              |           |  |
| Cavalli 51’ (rig.) Pozzi 54’ | Marcatori |  |

| Arbitro: | Marelli (Como) |

|                                 |           |  |
| Ambrosi 39’ (rig.) Fialdini 56’ | Marcatori |  |

| Arbitro: | Squillace (Catanzaro) |

|                  |           |                    |
| Gelsi 40’ (rig.) | Marcatori | 67’ (rig.) Ambrosi |

| Arbitro: | Lops (Torino) |

|  |           |                              |
|  | Marcatori | 24’, 61’ Sgrigna 28’ Ruopolo |

| Arbitro: | Sacco (Civitavecchia) |

|                                                  |           |             |
| Udassi 49’ De Angelis 67’ (rig.) Sansovini 90+5’ | Marcatori | 36’ Massaro |

#### Girone di ritorno
| Arbitro: | P.S. Mazzoleni (Bergamo) |

|                       |           |                      |
| Fialdini 3’ Frati 68’ | Marcatori | 77’ (rig.) Artistico |

| Ferrara 18 gennaio 2004 19ª giornata | SPAL              | 0 – 0 | Pisa | Stadio Paolo Mazza\| Arbitro: \| Damato (Barletta) \| |
| Arbitro:                             | Damato (Barletta) |       |      |                                                       |

| Arbitro: | Lops (Torino) |

|           |           |  |
| Mussi 85’ | Marcatori |  |

| Arbitro: | Celi (Bari) |

|  |           |                |
|  | Marcatori | 66’ Sinigaglia |

| Arbitro: | Forconi (Aprilia) |

|          |           |                               |
| Elia 61’ | Marcatori | 2’ Melucci 22’ (rig.) Ambrosi |

| Arbitro: | Crugliano (Crotone) |

|                            |           |  |
| Ambrosi 3’, 50’ Sgarra 77’ | Marcatori |  |

| Arbitro: | Gava (Conegliano) |

|                        |           |                  |
| A. Bernardi 84’ (rig.) | Marcatori | 80’ G. Lorenzini |

| Arbitro: | Didato (Agrigento) |

|                  |           |             |
| G. Lorenzini 34’ | Marcatori | 15’ Docente |

| Arbitro: | P.S. Mazzoleni (Bergamo) |

|  |           |                                     |
|  | Marcatori | 29’, 70’ Bonfiglio 39’ G. Lorenzini |

| Arbitro: | Tonolini (Milano) |

|                           |           |  |
| Mannini 25’ Bonfiglio 82’ | Marcatori |  |

| Arbitro: | Zanzi (Lugo di Romagna) |

|  |           |               |
|  | Marcatori | 44’ Bonfiglio |

| Arbitro: | Cavarretta (Trapani) |

|               |           |  |
| Lorenzini 40’ | Marcatori |  |

| Arbitro: | Crugliano (Crotone) |

|             |           |                                |
| Mannini 52’ | Marcatori | 49’ Cavalli 65’ (aut.) Melucci |

| Arbitro: | P.S. Mazzoleni (Bergamo) |

|                          |           |             |
| Scalzo 24’ Matteassi 27’ | Marcatori | 14’ Capuano |

| Arbitro: | Mariuzzo (Venezia) |

|                         |           |                                        |
| Lorenzini 13’, 37’, 83’ | Marcatori | 47’, 78’ Abbruscato 58’ (aut.) Bettini |

| Arbitro: | Balsamo (Tivoli) |

|  |           |                                      |
|  | Marcatori | 72’ (rig.) Lorenzini 90+3’ Bonfiglio |

| Arbitro: | Brunialti (Trento) |

|                  |           |                |
| G. Lorenzini 46’ | Marcatori | 83’ De Angelis |

### Coppa Italia Tim Cup

#### Gruppo 5
| Arbitro: | Carlucci (Molfetta) |

|  |           |                                  |
|  | Marcatori | 54’ (rig.) Ambrosi 90+2’ Mannini |

| 24 agosto 2003 2ª giornata | Pisa | – Partita N.D (0-3) per entrambe | Ternana |  |

| Arbitro: | Pieri (Genova) |

|                    |           |               |
| Ambrosi 34’ (rig.) | Marcatori | 81’ Scandurra |

### Coppa Italia di Serie C

#### Sedicesimi di finale
| Arbitro: | Ciancaleoni (Foligno) |

|                             |           |                               |
| Guariniello 56’ Ambrosi 67’ | Marcatori | 45+1’ Cavalcante 89’ Pennucci |

| Arbitro: | Saveri (Viterbo) |

|                             |           |  |
| Pennucci 28’, 34’ Biggi 36’ | Marcatori |  |